# Weisz Szilvia
Weisz Szilvia (Mosonmagyaróvár, 1981. május 18. –) magyar bajnok labdarúgó, középpályás.

## Pályafutása
A Viktória FC csapatában szerepelt. Tagja volt az első vidéki női bajnokcsapatnak 2004-ben.

## Sikerei, díjai
- Magyar bajnokság
  - bajnok: 2003–04
  - 2.: 2004–05
  - 3.: 2000–01, 2001–02, 2002–03